# SARSAT
O sistema SARSAT (da sigla em inglês, Search and Rescue Sattelite-Aided Tracking System, Sistema de Busca e Salvamento por Rastreamento Satélite) juntamente com o sistema COSPAS representam um programa de cooperação internacional iniciado pelos EUA, Canadá, França e Rússia, com o objetivo de desenvolver atividades de busca e salvamento de pessoas a bordo de aeronaves ou embarcações acidentadas ou que estejam passando por situação de emergência. 

## O Sistema
O sistema foi concebido para captar sinais eletromagnéticos transmitidos por um equipamento conhecido por ELT - Transmissor Localizador de Emergência, que é um rádio-transmissor emissor de sinais nas freqüências internacionais de emergência.

## Funcionamento
O acionamento do sistema se dá: 
- manualmente: através do acionamento direto por parte de qualquer tripulante do avião ou embarcação em perigo.

- automaticamente: quando ocorre um impacto (em caso de aviões) ou em contato com a água (no caso de embarcações).

Uma vez acionado o TLE, os sinais emitidos são captados e processados por um sistema complexo de satélites e computadores capaz de indicar o ponto de origem dos sinais com  uma precisão média variando entre 5 km até 20 km.
Uma vez recebido o sinal de emergência, o local do acidente é identificado em alguns minutos, e as equipes de resgate podem ser imediatamente acionadas e enviadas para o local indicado pelo sistema, abreviando o tempo de busca, salvamento e a possibilidade de resgate com vida. A rapidez de ação também significa economia de combustível e de meios aéreos e humanos envolvidos na busca. O  sistema de busca convencional geralmente demanda horas, dias, e, às vezes, semanas para se determinar o local de um acidente, com isso as chances de sobrevivência das vítimas são muito menores, ainda mais se essas necessitarem de cuidados médicos.

## Organização
O sistema tem a participação de vários países, sendo constituído de três segmentos: 
- Segmento Espacial - formado por uma rede de seis satélites que se deslocando em órbita semi-polar, permitindo a cobertura de todo o globo terrestre. É o responsável pela captação dos sinais emitidos pelos TLE.

- Segmento Terrestre - formado por uma rede, em expansão constante, composta de equipamentos eletrônicos de recepção (antenas) e processamento dos dados (computadores) que são instalados em diversos pontos da Terra. O Segmento Terrestre é composto por um Centro de Controle de Missões (MCC - Mission Control Center) e um ou mais Terminais de Usuários Locais (LUT - Local User Terminal), que recebem sinais de socorro transmitidos via satélite. Os MCC recolhem e ordenam as informações recebidas dos LUT e as transmitem aos serviços de busca e resgate correspondentes aos países onde ocorreram os acidentes.

- Segmento Usuário - formado por aqueles países que não dispõem dos segmentos anteriores, mas se beneficiam das informações obtidas pelos MCC de outros países.

## No Brasil
O equipamento existente no Brasil é formado por antenas para receber sinais transmitidos na freqüência de 406.0 MHz. O processamento ocorre em questão de minutos. Um sinal de alerta e as coordenadas geográficas da origem da transmissão são enviados ao Centro de Controle de Missão. 
O serviço funciona 24 horas por dia e o ALTCOM - Alto Comando da Aeronáutica com as informações obtidas tem condições de mobilizar seus meios aéreos e terrestres para atender a um sinal de emergência de forma imediata.